# Đối xứng tâm

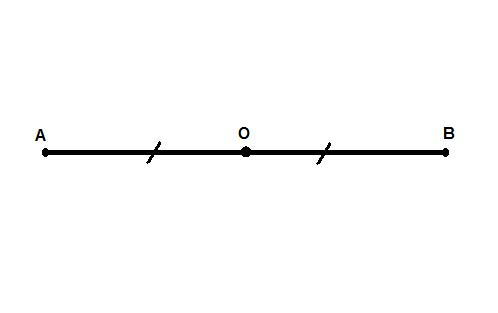
Điểm O là trung điểm của đoạn thẳng AB nên A đối xứng với B qua O

Khi điểm O là trung điểm của đoạn thẳng AB thì A đối xứng với B qua O. Đây gọi là đối xứng tâm. Khi đó, điểm đối xứng với điểm O qua O cũng chính là điểm O.
Nói cách khác, khi một điểm là trung điểm của đoạn thẳng nối hai điểm kia thì hai điểm kia đối xứng với nhau qua điểm đó..

## Hai hình đối xứng qua một điểm
Hình này đối xứng với hình kia qua điểm O nếu mỗi điểm của hình này đối xứng với một điểm của hình kia qua O, và ngược lại.
Điểm O gọi là tâm đối xứng của hai hình đó.

## Hình có tâm đối xứng

### Định nghĩa tâm đối xứng của 1 hình
Điểm I là tâm đối xứng của một hình nếu phép đối xứng tâm I biến hình đó thành chính nó.

### Một số hình có tâm đối xứng
1. Hình bình hành, tâm đối xứng của hình bình hành là giao điểm hai đường chéo.
2. Đường tròn, tâm đối xứng của đường tròn là tâm của đường tròn.
3. Hình chữ nhật, tâm đối xứng của hình chữ nhật là giao điểm hai đường chéo.
4. Hình thoi, tâm đối xứng của hình thoi là giao điểm hai đường chéo.
5. Hình vuông, tâm đối xứng của hình vuông là giao điểm hai đường chéo.
6. Đa giác đều có số cạnh chẵn thì tâm đối xứng là giao điểm của các đường chéo nối liền 2 đỉnh đối diện nhau

## Một số định lý liên quan đến đối xứng tâm (hình học)

### Định lý Zaslavsky
Cho tam giác A’B’C’ là hình đối đỉnh của tam giác ABC qua điểm P. Khi đó ba đường thẳng song song đi qua ba đỉnh P, B’, C’ lần lượt cắt ba cạnh BC, CA, AB tại ba điểm thẳng hàng.

## Biểu thức tọa độ phép đối xứng tâm
Trong hệ tọa độ Oxy, cho điểm {\displaystyle I(a;b)} và {\displaystyle M(x;y)}. Gọi M' là điểm đối xứng của M qua I, khi đó tọa độ điểm M' là {\displaystyle M'(2a-x;2b-y)}

## Chú thích

Định lý Zaslavsky

## Chữ cái có tâm đối xứng
O, H, I, X, N, S, Z,0